# Elleanthus caroli
Elleanthus caroli är en orkidéart som beskrevs av Rudolf Schlechter. Elleanthus caroli ingår i släktet Elleanthus och familjen orkidéer. Inga underarter finns listade i Catalogue of Life.